# Disney Channel (Japón)
Disney Channel (ディズニーチャンネル Dizunīchan'neru?) es un canal de televisión japonés, de origen estadounidense. Es propiedad de la rama asiática de The Walt Disney Company y operado por Disney Channels Worldwide, filial de Walt Disney Direct-to-Consumer & International. 
Disney Channel llegó  de enero de 1996 como parte de la señal de Disney Channel Asia, operando también en Hong Kong, Singapur, Malasia, Indonesia y Filipinas con canales en vivo desde Nueva York y Londres desde su primera transmisión en 1995. Disney Channel presentaba en su programas estadounidenses, británicos y canadienses, así como también anime, en idioma inglés, mandarín, tailandés y japonés. 
El 18 de noviembre de 2003, se lanzó una señal exclusiva para Japón, separando así de la señal pan asiática.
En 1 de noviembre de 2014, Disney estreno un logotipo nuevo e imagen. El 1 de marzo de 2015 la aplicación WATCH Disney Channel también estrena un logotipo y diseño.